# Carl Voegtlin
Carl Voegtlin, né le 28 juillet 1879 à Bâle et mort le 9 avril 1960, est un pharmacologue suisse naturalisé américain, premier directeur de l'Institut national du cancer des États-Unis. Il est connu pour ses contributions à la pharmacologie des arsenicaux et la découverte, avec Homer Smith (en), de l'arsphénoxide comme agent actif du Salvarsan de Paul Ehrlich, et plus encore pour ses recherches sur le cancer.

## La carrière

### Johns-Hopkins
Carl Voegtlin est né à Bâle, en Suisse, le 28 juillet 1879. En 1902, après des études à Bâle, à Munich et à Genève, il passe un doctorat d'université en Allemagne, à Fribourg-en-Brisgau, avec une « contribution à l'étude du phényléther et de ses homologues ». En 1903 et 1904, il complète sa formation à l'université de Manchester, en Angleterre. En 1904, il s'embarque pour les États-Unis. Les premiers mois de son séjour, il y enseigne la chimie à l'université du Wisconsin. Naturalisé américain, il entre comme assistant à la faculté de médecine (en) de l'université Johns-Hopkins. En 1906, il est nommé professeur adjoint de John Jacob Abel (en), directeur du département de pharmacologie. C'est au contact d'Abel que la carrière de Voegtlin s'infléchit et qu'il s'éloigne de la médecine pour se tourner vers la pharmacologie.

### Le Service de santé publique
En 1913, succédant à Reid Hunt, Voegtlin est promu à la tête de la section de pharmacologie du Laboratoire d'hygiène du Service de santé publique, laboratoire devenu en 1937 Institut national de la Santé. Il occupe ce poste jusqu'en 1940, mais il reste au service de santé jusqu'en 1943, année de sa retraite, ayant été nommé en 1938 directeur de l'Institut national du cancer.

### L'enseignement
En 1938, en tant que Herter Lecturer et Harvey Lecturer, Voegtlin prononce trois conférences sur le thème de la chimiothérapie au collège de médecine de l'hôpital Bellevue, aujourd'hui intégré à la faculté de médecine de l'université de New York. Il donne des cours à l'Institut de médecine de Chicago (en). De 1943, année de sa retraite du service de santé, à 1955, il enseigne la pharmacologie à la faculté de médecine (en) de l'université de Rochester dont il est fait docteur en sciences honoris causa en 1947. Enfin, il participe comme consultant au projet Manhattan.

### Les sociétés savantes
Voegtlin était membre de la Société américaine de physiologie, de la Société américaine des chimistes du brassage (en), de la Société pour la biologie et la médecine expérimentales (Society for Experimental Biology and Medicine), de l'Association médicale américaine et du Comité sur la toxicomanie (Committee on Drug Addiction) du Conseil national de la recherche. Il a présidé la Société de pharmacologie et de thérapeutique expérimentale (en) de 1927 à 1930, l'Institut de médecine de l'Académie des sciences (en) en 1938, et l'Association américaine pour la recherche sur le cancer (en) en 1941. Il a participé à la 1re et à la 2e Conférence internationale pour la standardisation biologique, organisées par la Société des Nations en 1921 et 1925.

## L’œuvre scientifique
Les travaux de Voegtlin ont touché à de très nombreux domaines, parmi lesquels il faut citer le métabolisme, la fonction parathyroïdienne, l'action de la digitaline sur les coronaires, l'étiologie de la pellagre, le traitement de la tétanie par le calcium, l'anaphylaxie, les vitamines, la chimiothérapie par les arsenicaux et les antimoniaux, le rôle biologique de la glutathione, la biochimie des tissus cancéreux et des tissus sains : division des cellules et développement des tumeurs.
Bien qu'il soit surtout connu par ses recherches sur le cancer, poursuivies pour l'essentiel à partir de 1937, il s'est donc également beaucoup consacré, dans le service de pharmacologie, aux problèmes liés à la standardisation et au contrôle des médicaments arsenicaux employés à cette époque comme antisyphilitiques. Enfin, spécialiste de la toxicologie des composés de l'uranium, il a publié sur ce sujet en 1949, en collaboration avec Harold Hodge (en), un ouvrage en deux volumes suffisamment complet et approfondi pour faire encore référence en 2012.

## Quelques publications
- 1919 :
  - « Experimental Mammalian Polyneuritis Produced by a Deficient Diet », avec Gleason Chandler Lake, dans American Journal of Physiology, 1er janvier, vol. 47, no 4, p. 558  (ISSN 0002-9513).
  - « Trinitrotoluene Poisoning : Results of Experimental Study of Trinitrotoluene Poisoning », avec Charles Warren Hooper et James McIntosh Johnson, dans Public Health Reports, vol. 34, no 24, 13 juin, p. 1307-1311.
- 1920 :
  - « Trinitrotoluene Poisoning : Its Nature, Diagnosis, and Prevention », avec Charles W. Hooper, James M. Johnson et Alfred Erwin Livingston dans Hygienic Laboratory Bulletin, no 126, Washington, Government Printing Office.
  - « The Chemical Isolation of the Vitamines, avec C. M. Myers, dans Journal of Biological Chemistry.
- 1920-1922 :
  - « Quantitative Studies in Chemotherapy », dans Journal of Pharmacology and Experimental Therapeutics :
    - « I. « The Trypanocidal Action of Antimony Compounds », avec Homer William Smith, vol. 15, no 5, 1920, p. 453-473.
    - « II. « The Trypanocidal Action of Arsenic Compounds », avec Homer W. Smith et la collaboration de Marian M. Crane, Katherine D. Wright et Mabel A. Connell, vol. 15, 1920, p. 475 sqq.
    - « III. « The Oxidation of Arsphenamine », avec H. W. Smith, vol. 16, 1920, p. 199 sqq.
    - « IV. « The Relative Therapeutic Value of Arsphenamine and Neoarsphenamine of Different Manufacture », vol. 16, 1921, p. 449-461.
    - « V. Intravenous Versus Intramuscular Administration of Arsphenamine : Curative Power and Minimum Effective Dose » avec H. W. Smith, vol. 17, 1921, p. 357 sqq.
    - « VI. Rate of Excretion of Arsenicals : A Factor Governing Toxicity and Parasiticidal Action », avec John Walker Thompson, vol. 20, septembre 1922, p. 85-105.
- 1923 :
  - « The Curative Action of Sulpharsphenamine in Experimental Syphilis », avec Charles Armstrong (en) et Helen Anderson Dyer, dans Pub. Health Rep., vol. 38, p. 1815-1817.
- 1924 :
  - « On Drug-Resistance of Trypanosomes with Particular Reference to Arsenic », avec Helen A. Dyer et Dorothy Wright Miller, dans J. Pharm. Exp. Ther..
  - « Quantitative estimation of the reducing power of normal and cancer tissue », avec J. M. Johnson et H. A. Dyer, dans J. Pharm. Exp. Ther..
  - « Natural Resistance of Albino Rats and Mice to Histamine, Pituitary and Certain Other Poisons », avec H. A. Dyer, dans J. Pharm. Exp. Ther., vol. 24, p. 101 et vol. 25, p. 177.
- 1925 :
  - « The Pharmacology of Arsphenamine (Salvarsan) and Related Arsenicals », dans Physiological Reviews, vol. 5, American Physiological Society, p. 63-94.
  - « The Antagonistic Action of Certain Sugars, Amino Acids and Alcohols on Insulin Intoxication », avec Edith R. Dunn et John W. Thompson, dans  Am. J. of Physiol., février, vol. 71, no 3, p. 574-582.
  - « On the Specificity of the So-Called « Arsenic Receptor » in the Higher Animals », avec H. A. Dyer et C. S. Leonard, dans J. Pharm. Exp. Ther., vol. 25, p. 297-307.
  - « Protoplasmic Action of Copper and Gold », avec J. M. Johnson et H. A. Dyer, dans Proceedings of the National Academy of Sciences of the United States of America, juin, vol. 11(6), p. 344-345. [(en) Texte intégral (page consultée le 25 août 2012)]
- 1926 :
  - « Glutathione Content of Normal Animals », avec J. W. Thompson, dans J. Biol. Chem.
  - « Biological Significance of Cystine and Glutathione I. On the Mechanism of the Cyanide Action », avec J. M. Johnson et H. A. Dyer, dans J. Pharm. Exp. Ther.
  - « Glutathione Content of Tumor Animals », avec J. W. Thompson, dans J. Biol. Chem.
  - 1927 :
  - « Recent Studies of the United States Hygienic Laboratory on the Chemotherapy of Organic Arsenicals », dans Venereal Disease Information, vol. 8, pp. 435-443.
- 1929 :
  - « The Nature of the Effect of a High Frequency Electric Field upon Paramecium », avec Herbert Kahler et Harold William Chalkley, dans U. S. Pub. Health Rep..
- 1930 :
  - « Arsenic Derivatives of Cysteine », avec J. M. Johnson, dans J. Biol. Chem..
  - « Biological and Chemical Studies of the Relationship Between Arsenic and Crystalline Glutathione », avec Sanford M. Rosenthal, dans J. Pharm. Exp. Ther..
- 1930-1937 :
  - « The Chemistry of Cell Division » :
    - « I. Effect of Glutathione on Cell division in Amobea », avec Harold W. Chalkley, dans U. S. Pub. Health Rep., vol. 45, 1930, p. 3041 bis-3063..
    - « II. The Relation Between Cell Growth and Division in Amoeba Proteus », avec H. W. Chalkley, dans Pub. Health Rep., vol. 46, no 30, 24 juillet 1931, p. 1736-1754..
    - « III. Inhibition of Cell Division of Amoeba Proteus by High Dilutions of Copper Salts : Antagonism of copper and glutathione », avec H. W. Chalkley, dans Pub. Health Rep., vol. 47, 1932, p. 535-560.
    - « IV. The influence of HgS, HCN, COg and some other chemicals on mitosis in Amoeba Proteus », avec H. W. Chalkley, dans Protoplasma, vol. 24, 1935, p. 365-83.
    - « V. The Influence of Ascorbic Acid, Glutathione and Cysteine on the Activity of Tumor Nuclease », avec Mary Eugenie Maver, dans Am. J. Cancer, no 25, décembre 1935, p. 780 DOI 10.1158/ajc.1935.780.
    - « VI. The Inhibition of Tumor and Liver Nuclease by Arsenicals », avec Mary E. Maver, dans Am. J. Cancer, vol. 29, février 1937, p. 333-340 (DOI 10.1158/ajc.1937.333).
    - « VII. The Distribution of Sulphydryl in Amoeba Proteus in Interkinesis and Mitosis, as Shown by the Nitroprussidetest », H. W. Chalkley seul, dans Protoplasma, vol. 27, no 1, décembre 1937, p. 489  (ISSN 0033-183X)
- 1931 :
  - « The Oxidation Catalysis of Crystalline Glutathione with Particular Reference to Copper », avec J. M. Johnson et S. M. Rosenthal, dans J. Biol. Chem..
  - « Catalytic Action of Copper in Oxidation of Crystalline Glutathione, » avec J. M. Johnson et S. M. Rosenthal, dans U. S. Pub. Health Rep..
- 1933 :
  - « The Influence of the Oxygen Tension on the Reversal of Proteolysis (Protein Synthesis) in Certain Malignant Tumors and Normal Tissues », avec M. E. Maver et J. M. Johnson, dans J. Pharm. Exp. Ther..
- 1935 :
  - Experimental Studies on Cancer, National Institute of Health, bulletin no 164, Washington, United States Government Printing Office.
    - « I. The Influence of the Parenteral Administration of Certain Sugars on the pH of Malignant Tumors », avec Richard Homer Fitch, H. Kahler, J. M. Johnson et J. W. Thompson.
    - « II. The Estimation of the Hydrogen Ion Concentration of Tissues in Living Animals by Means of the Capillary Glass Electrode », avec H. Kahler et Richard H. Fitch.
    - « III. The Influence of Hydrogen Ion Concentration upon the Reversal of Proteolysis in Oxygenated Extracts of Normal and Neoplastic Tissues », avec M. E. Maver et J. M. Johnson.
    - « IV. A Comparison of the Growth of the Jensen Rat Sarcoma in Subcutaneous and Intramuscular Transplants », avec Wilton Robinson Earle.
- 1936 :
  - « Lysine and Malignant Growth », avec J. W. Thompson, dans U. S. Pub. Health Rep..
- 1938 :
  - « The Mode of Action of Methylcholanthrene on Cultures of Normal Tissues », avec Wilton R. Earle, dans American Journal of Cancer.
- 1939 :
  - « John Jacob Abel 1857-1938 », dans J. Pharm. Exp. Ther..
- 1940 :
  - « The Effect of Variation in Oxygen Tension and Sulfhydryl Concentration on Nuclear Growth and Fission in Amoeba proteus », avec H. W. Chalkley, dans Journal of the National Cancer Institute.
- 1948-1949 :
  - Pharmacology and Toxicology of Uranium Compounds, éd., avec Harold C. Hodge, New York, McGraw-Hill.

## Sources
- (en) Jeannette Barry, « Carl Voegtlin, Ph. D., hon. Sc. D. 1879- : Pharmacologist », dans Notable Contributions to Medical Research by Public Health Service Scientists : A Biobibliography to 1940, Washington D. C., Public Health Service Publication, no 752, 1960. (Texte intégral. Consulté le 22 août 2012.)
- (en) Ko Kuei Chen (éd.), The American Society for Pharmacology and Experimental Therapeutics Incorporated : The First Sixty Years : 1908-1969, Washington DC, ASPET, 1969, p. 29-30 (Texte intégral. Consulté le 24 août 2012.)